# Доллар-де-Ормо
Доллар-де-Ормо (фр. Dollard-des-Ormeaux, обычно называемый D.D.O. или просто Dollard) — преимущественно англоговорящий пригород Монреаля на юго-западе провинции Квебек, Канада. Он расположен на острове Монреаль. Город был назван в честь французского мученика Адама Доллара де Ормо.
Доллар-де-Ормо был объединен с городом Монреаль в 2002 году и стал частью района Доллард-де–Ормо-Роксборо. Когда жителям позже предоставили выбор, они предпочли покинуть город Монреаль, и город был восстановлен как отдельное образование в 2006 году.

## История
В 1714 году этот район входил в состав прихода Сен-Иоахим-де-Пуэнт-Клер. Он стал частью прихода Сент-Женевьев, когда отделился от Пуэнт-Клэр в 1845 году.
29 июля 1924 года Доллар-де-Ормо отделился от прихода Сент-Женевьев и стал отдельным муниципалитетом в ответ на налог, введенный приходом для улучшения дорог на бульваре Гуин. Его первым мэром был Хормидас Мелоче.
Название города дано в честь французского мученика Адама Доллара де Ормо, который был убит ирокезами на речном пороге Лонг-Солт в 1660 году.
Доллар-де-Ормо получил новый устав и был признан городом 4 февраля 1960 года.
Доллар-де-Ормо первоначально был спальным районом в начале 1960-х годов. В 1960 году население составляло всего несколько сотен человек, а через 10 лет превысило 15 тысяч человек.

## Демография
По данным переписи населения 2021 года, проведенной Статистической службой Канады, население Доллард-де-Ормо составляло 48 403 человека, проживавших в 17 383 из 17 763 домовладений, что на -1% больше, чем в 2016 году, когда численность населения составляла 48 899 человек. При площади суши 14,98 км2 (5,78 кв. миль) плотность населения в 2021 году составляла 321,2 чел./км2.
| Язык        | численность | процент (%) |
| ----------- | ----------- | ----------- |
| Английский  | 26 060      | 61%         |
| Французский | 6 910       | 16%         |
| другие      | 10 040      | 23%         |

| Язык        | численность | процент (%) |
| ----------- | ----------- | ----------- |
| Английский  | 18 995      | 42%         |
| Французский | 7 590       | 17%         |
| другие      | 18 715      | 41%         |

| Этническая принадлежность | численность | процент (%) |
| ------------------------- | ----------- | ----------- |
| Не Видимое меньшинство    | 29 540      | 61.2%       |
| Видимое меньшинство       | 18 735      | 38.8%       |

## Объекты города

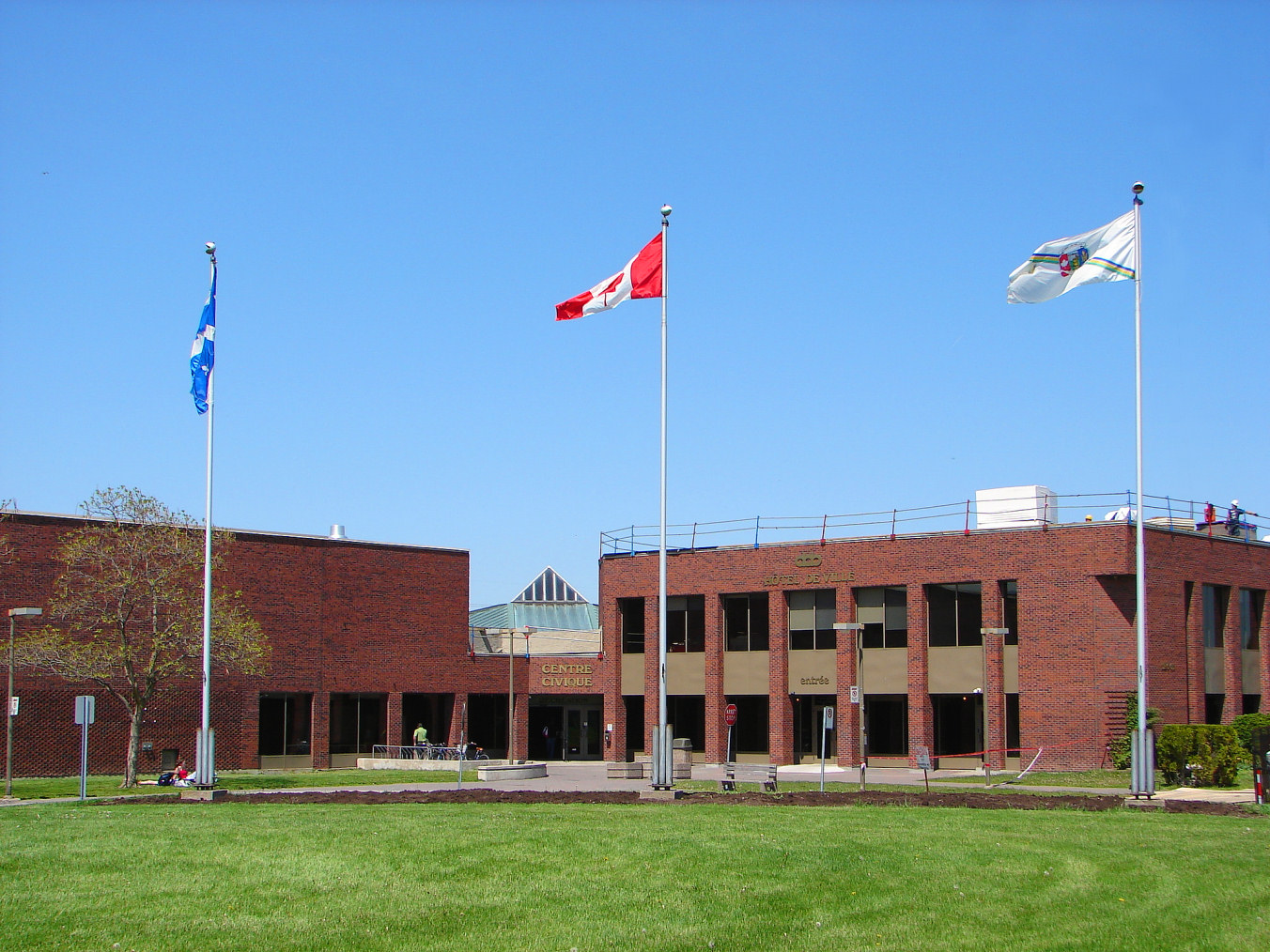
City hall

Город известен своими многочисленными ухоженными зелеными насаждениями, в пределах одного километра от каждого дома разбит парк. Известные парки включают парк Сентенниал, Вестминстерский парк, Фредерик Уилсон (Fredmir) Парк, Баффин-парк и Терри Фокс-парк. Парк Эдварда Янишевского был назван в честь дольше всех правившего мэра города.
В городе есть Гражданский Центр Доллар-де-Ормо, в котором расположены мэрия, публичная библиотека, а также центры катания на коньках и плавания.

## Спорт
Доллар-де-Ормо является домом для многих юношеских спортивных команд по хоккею, футболу, бейсболу, плаванию и рингетт.
В 2013 году город получил 20 000 долларов по программе Kraft Le Hockey Continue program в знак признания усилий Лэнса Тейлора Тауненда, администратора и тренера хоккейной ассоциации Долларда.
В городе расположен кёрлинг-клуб Glenmore CC, представители которого являются победителями чемпионатов провинции и участниками чемпионатов Канады.